# Pyroleptomysis rubra
Pyroleptomysis rubra is een aasgarnalensoort uit de familie van de Mysidae. De wetenschappelijke naam van de soort is voor het eerst geldig gepubliceerd in 1985 door Wittmann.